# Medisterpølse
Il Medisterpølse, medisterkorv o semplicemente medister, è una specialità tipica della cucina scandinava costituita da una grossa e speziata salsiccia a base di carne di suino macinata e sugna (o lardo), il tutto insaccato in un budello. È una salsiccia dal gusto leggermente dolciastro la cui carne finemente macinata viene insaporita da cipolla tritata, pimento, chiodi di garofano, sale e pepe nero.
Il termine medister deriva dalla combinazione delle parole met e ister che rispettivamente significano "carne di maiale" e "sugna". Venne utilizzato per la prima volta nella stampa dall'inizio del XVI secolo, all'interno di un libro svedese riguardante l'economia domestica. La ricetta del piatto è cambiata nel corso del tempo, in quanto, in passato, il ripieno di carne veniva tagliato a mano con l'ausilio di un coltello, mentre, al giorno d'oggi, esso viene tagliato molto finemente con una macchina che rende diversa la consistenza della salsiccia. Viene realizzato creando un pezzo uniforme molto lungo che viene tagliato in seguito alla cottura, prima di essere servito nelle tavole. A differenza di molti altri tipi di salsiccia, la medister viene mantenuta fresca e cotta o fritta solamente durante la preparazione finale. Per questo motivo la medister deve essere tenuta al fresco (o congelata) fino alla sua preparazione.